# Police (pel·lícula de 1916)
Police és una pel·lícula muda escrita i dirigida per Charles Chaplin i protagonitzada per aquest mateix i Edna Purviance. Va ser la darrera pel·lícula que Chaplin va realitzar per a la Essanay tot i que després la productora va aprofitar escenes d'aquesta pel·lícula i d'una altra que s'havia d'anomenar “Life” per realitzar encara “Triple Double” (1918). Es va estrenar el 27 de maig de 1916.

## Argument
Charlot surt de presidi i a les portes es troba amb un fals predicador que li roba el diner que li han donat per sobreviure als primers dies. Davant d'això, ell que havia decidit no tornar a robar es fa enrere en els seus bons propòsits. Intenta anar a dormir a un refugi però no poc pagar els 10 cèntims que li demanen i quan surt és atracat per un excompany de presidi que, quan el reconeix, li proposa assaltar junts una casa. Al principi els costa entrar i deixen fora de combat a un policia però després Charlot s'adona que la porta és oberta. Buscant coses per endur-se fan tan de soroll que desperten la noia que truca a la policia. Mentrestant intenta entretenir els lladres i els demana que no facin molt de soroll que la seva mare està molt malalta i de l'esglai podria morir. En veure les maneres de Charlot, la noia intenta que torni pel bon camí. L'altre lladre vol pujar a dalt a buscar més coses però Charlot li impedeix i es barallen, cosa que arriba al cor de la noia. Quan els policies arriben, l'altre lladre s'escapa i en ser capturat, la noia diu que no és un lladre sinó el seu marit per lo que l'alliberen. En marxar els policies, Chaplin torna tot el que tenien dins del sac però ella li regala un dòlar. Enamorat, surt de la casa on es retroba amb el policia que havia deixat fora de combat i s'inicia una nova persecució.

## Repartiment
- Charles Chaplin (Charlie, un expresidiari)
- Edna Purviance (la filla)
- Wesley Ruggles (presidiari i lladre)
- Leo White (venedor de fruita/ gerent del refugi/Policia)
- James T. Kelley (borratxo i carterista/segon client del refugi)
- John Rand (policia)
- Fred Goodwins (predicador honrat/ policia (amb monocle))
- Billy Armstrong (fals predicador /segon policia)
- Snub Pollar (policia)
- Bud Jamison (tercer client del refugi)
- Paddy McGuire (cinquè client del refugi)
- George Cleethorpe (policia a comissaria amb bigoti)